# Унже-Павинська
У́нже-Па́винська (рос. Унже-Павинская) — присілок у складі Таборинського району Свердловської області. Адміністративний центр Унже-Павинського сільського поселення.
Населення — 153 особи (2010, 157 у 2002).
Національний склад населення станом на 2002 рік: росіяни — 98 %.